# Nottingham Open 2024
Nottingham Open 2024 (cunoscut și sub numele de Rothesay Open Nottingham din motive de sponsorizare) a fost un turneu profesionist de tenis care s-a jucat pe terenuri cu iarbă, în aer liber. A fost cea de-a 16-a ediție a turneului pentru femei și cea de-a 28-a ediție pentru bărbați. A fost clasificat ca WTA 250 pe Circuitul WTA 2024 pentru femei și ca turneu ATP Challenger Tour pentru bărbați. Evenimentul a avut loc la Centrul de tenis Nottingham din Nottingham, Regatul Unit, în perioada 10–16 iunie 2024.

## Campioni

### Simplu feminin
Pentru mai multe informații consultați Nottingham Open 2024 – Simplu feminin

### Dublu feminin
Pentru mai multe informații consultați Nottingham Open 2024 – Dublu feminin

## Puncte și premii în bani

### Distribuția punctelor
| Probă  | C   | F   | SF | QF | Runda 2 | Runda 1 | Q   | Q2  | Q1  |
| Simplu | 250 | 163 | 98 | 54 | 30      | 1       | 18  | 12  | 1   |
| Dublu  | 250 | 163 | 98 | 54 | 1       | N/A     | N/A | N/A | N/A |

### Premii în bani
| Probă  | C       | F       | SF      | QF     | Runda 2 | Runda 1 | Q2     | Q1     |
| Simplu | $35,250 | $20,830 | $11,610 | $6,608 | $4,040  | $2,890  | $2,140 | $1,380 |
| Dublu* | $12,820 | $7,210  | $4,140  | $2,470 | $1,900  | N/A     | N/A    | N/A    |

*per echipă